# Rosegarden
Rosegarden is vrije software om digitaal audio te monteren. Het programma werd geschreven in C++ en is beschikbaar voor Linux. Het programma ondersteunt ALSA en werd met behulp van Qt4 gemaakt. Het programma is vertaald in het Nederlands.
Het gedraagt zich als een audio- en MIDI-sequencer, notatiesoftware en compositie- en bewerkingsgereedschap. 

## Geschiedenis
Rosegarden begon in 1993 als project aan de Universiteit van Bath. Het is oorspronkelijk geschreven voor het SGI IRIX-platform.
Eind 1995 begon Richard Bown die versie geschikt te maken voor Unix en hij kreeg al snel hulp van Guillaume Laurent. Het resultaat was "X11 Rosegarden" dat in 1997 uitkwam. X11 Rosegarden was zeer beperkt in functionaliteit, maar draaide stabiel op vele Unix-achtige besturingssystemen, zoals bijvoorbeeld OpenVMS.
Na een paar jaar werd duidelijk dat de software en de gebruikersinterface aan vernieuwing toe waren. De eerste versie, die opnieuw ontworpen was onder KDE en Qt, kwam uit in oktober 2001. Meer mensen sloten zich aan en brachten verbeteringen aan, zoals uitvoer naar LilyPond, internationalisatie en een handleiding. Met Release 1.0 werd Rosegarden in februari 2005 volwassen.
Na diverse verbeteringen tot en met release 1.7.3 volgde wederom een structurele vernieuwing, ditmaal van Qt3 naar Qt4 en die versie werd begin 2010 uitgebracht als release 10.02. De releasenummering volgt sindsdien de jaar.maand-conventie.